# Biblioteca Joan Maluquer
L'antiga Biblioteca Joan Maluquer era un edifici d'Artesa de Segre (Noguera) inclosa a l'Inventari del Patrimoni Arquitectònic de Catalunya.

## Descripció
Es tractava d'un edifici de planta baixa i pis i de composició simètrica. Es trobava arrebossada i coberta de teula àrab. Tenia forma de L amb els angulars sobresortits. Es remarcaven les entrades i les finestres compositivament i constructivament. El resultat era una composició en horitzontal. Sòcol i teulada amb ràfecs. Els elements constructius de sosteniment de les finestres eren representatius de la qualitat noucentista d'aquest edifici.